# Ансарія
Ансарія (араб. جبال النصيرية) — гірський хребет на північному заході Сирії, паралельний прибережній рівнині. Протяжність з півночі на південь. Середня широта гір 32 км, а висота — близько 1200 м. Найвища точка — гора Набі-Юніс (1562 м), що розташована на схід від Латакії. На півночі середнє зниження висоти до 900 метрів, і до 600 метрів на півдні. Західні схили призупиняють вологий середземноморський вітер, тому землі в цьому районі більш родючі й густонаселені, на відміну від східних.

## Додаткова література
- Eugen Wirth: Syrien, eine geographische Landeskunde. Wissenschaftliche Buchgesellschaft, Darmstadt 1971
- Naval Intelligence Division (Hrsg.): Syria. B.R. 513 (Restricted). Geographical Handbook Series. April 1943. Archive Editions, Buckinghamshire 1987, S. 14 f, 63, 90, 262

| Сирія | Це незавершена стаття з географії Сирії. Ви можете допомогти проєкту, виправивши або дописавши її. |